# Gazaia
Gazaia ou Guezaia (em árabe:  الغزايا) é um povoado da Líbia situada ao norte das Montanhas Nafuça.
Durante a Guerra Civil Líbia foi tomado pelos rebeldes em 28 de julho de 2011.